# Epombrophilus rufipes
Epombrophilus rufipes är en mångfotingart som beskrevs av Carl Graf Attems 1936. Epombrophilus rufipes ingår i släktet Epombrophilus och familjen Trigoniulidae. Inga underarter finns listade i Catalogue of Life.